# Barber-Ljaschtschenko-Abkommen
Das Barber-Ljaschtschenko-Abkommen (auch Barber-Lyashchenko-Abkommen nach der englischsprachigen Version des Vertrages und in der deutschen Übersetzung davon oder auch Gadebuscher Vertrag) vom 13. November 1945 war ein sowjetisch-britisches Abkommen zur Grenzbereinigung zwischen Mecklenburg und Schleswig-Holstein.

## Abkommen

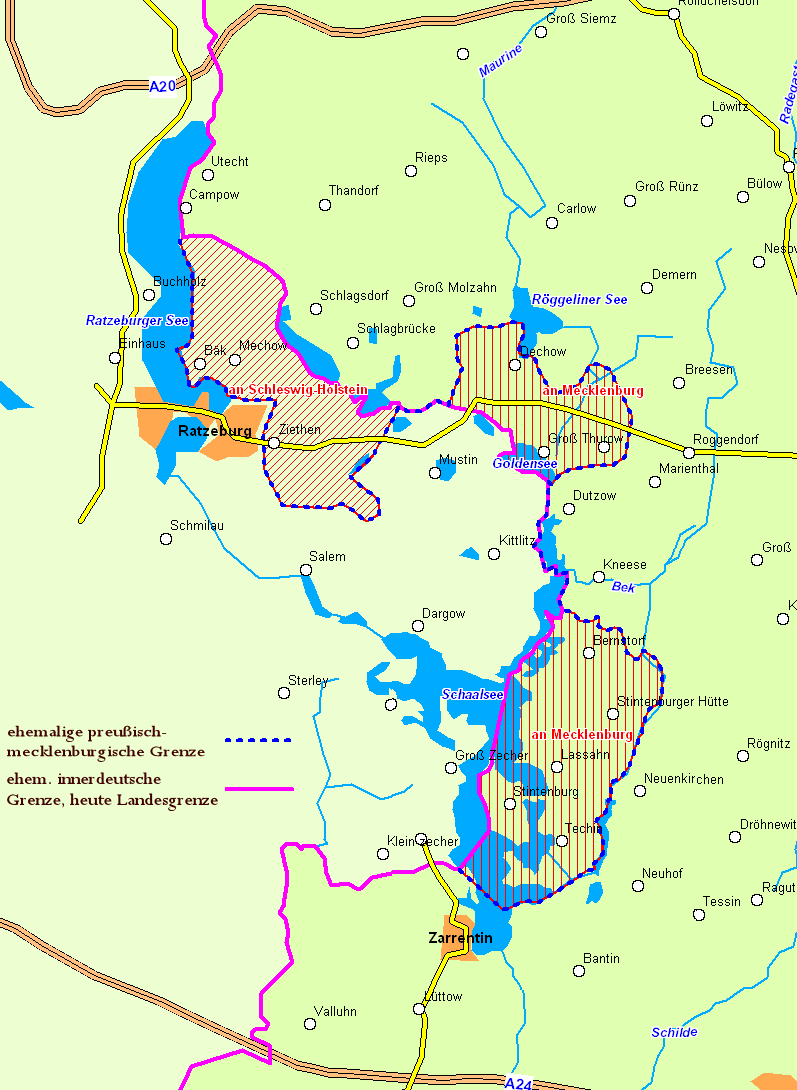
Karte zum Gebietstausch

Es wurde von dem britischen Generalmajor Colin Muir Barber (Bevollmächtigter des Hauptquartiers der britischen Rheinarmee) und dem sowjetischen Generalmajor Nikolai Ljaschtschenko (Bevollmächtigter des Oberbefehlshabers der Roten Armee) auf Schloss Gadebusch in Gadebusch unterzeichnet.
Gründe der britischen Besatzungsmacht für den Austausch der Flächen waren die schlechte Erreichbarkeit der zur britischen Besatzungszone gehörenden Flächen sowie strategische Erwägungen. Die britische Besatzungsmacht hielt dazu fest: „Das Gebiet östlich des Schaalsees ist wirtschaftlich abgeschnürt, schlecht zu erreichen und vom strategischen Gesichtspunkt her unerwünscht. In dem Gebiet Dechow und Thurow befinden sich schlechte Straßenverhältnisse, es liegt strategisch ungünstig.“ Das neu hinzukommende Gebiet habe gute Straßen und liege strategisch sehr günstig.
Getauscht wurden Gebiete östlich des Ratzeburger Sees und des Schaalsees. Auf diese Weise kamen die Nachbargemeinden Ratzeburgs – Ziethen, Mechow, Bäk und Römnitz – am 26. November 1945 zum Kreis Herzogtum Lauenburg und von der sowjetischen Besatzungszone zur britischen Besatzungszone. Sie gehörten zuvor zum mecklenburgischen Landkreis Schönberg, der bis 1934 Teil von Mecklenburg-Strelitz war. Im Austausch kamen die lauenburgischen Gemeinden Dechow, Groß und Klein Thurow (heute Ortsteile der Gemeinde Roggendorf) und Lassahn (heute Ortsteil der Stadt Zarrentin am Schaalsee) zur sowjetischen Besatzungszone. Das Abkommen sah vor, dass die Räumung der Gebiete am 28. November 1945 um 13 Uhr Berliner Zeit beendet sein musste.
Dieser Tausch wurde im Zuge der Deutschen Wiedervereinigung nach 1990 nicht rückgängig gemacht.

## Umsiedlung
Folge des Abkommens war eine Umsiedlung der Bevölkerung aus dem von der britischen Militärregierung aufgegebenen Gebiet. Sie stellte es den deutschen Einwohnern und Sowjetbürgern der in sowjetische Zuständigkeit gefallenen Gebiete frei, zu bleiben oder zu gehen, Staatenlose wurden ausnahmslos umgesiedelt. Allerdings teilte der britische Kommandeur Ashworth dem Landrat des Kreises Herzogtum Lauenburg mit: „kein Bauer […] wird mehr als ein Pferd halten dürfen, wenn er es vorzieht, auf seinem Hof unter RUSSISCHER Kontrolle zu bleiben […]“ Daneben blieben ihnen je Hof eine Kuh, ein Schaf, ein Schwein, ein Wagen, ein Pflug, eine Egge und anderes Gerät. Auch durften die Bleibenden keine Reserven für mehr als 30 Tage behalten. Fischerboote waren ans westliche Ufer des Schaalsees zu bringen.
Die Bevölkerung von Lassahn wurde am 14. November 1945, die von Dechow und Thurow am 15. November 1945 von dem beabsichtigten Gebietsaustausch unterrichtet. Zunächst wurde bereits am 16. November 1945 begonnen, Vieh und landwirtschaftliche Gerätschaften abzutransportieren. Es wurden britische Amphibienfahrzeuge eingesetzt, außerdem Panzer, Pferdefuhrwerke und die Fähre der Halbinsel Stintenburg. Alleine aus Dechow wurden 1130 Rinder, 309 Pferde und Fohlen, 406 Schafe und 554 Schweine abtransportiert.
Die Umsiedlung der Menschen begann am 23. November 1945 und war drei Tage später beendet. Die Umgesiedelten wurden im Flüchtlingsdurchgangslager Schmilau, im Schützenhof und im Ratskeller von Ratzeburg und in den Schlössern Farchau und Tüschenbeck untergebracht. Niemand durfte sich selbst ein Quartier suchen. Nur wer bei Verwandten oder Bekannten wohnen konnte, brauchte der organisierten Unterbringung nicht zu folgen. Voraussetzung dafür war jedoch, dass der Bürgermeister des gewählten Wohnorts ausdrücklich zustimmte. In Dechow blieben 120 von 1237 Personen, in Thurow 79 von 256. Am Vormittag des 27. November 1945 unternahm der britische Militärgouverneur eine letzte Besichtigungsfahrt durch das geräumte Gebiet.
Die Bevölkerungszahl in Ziethen, Mechow, Bäk und Römitz stieg erheblich. Zu den bisher 268 Einwohnern von Ziethen kamen 340 hinzu, Mechow wuchs von 104 auf 230, die Einwohnerschaft von Bäk stieg um 204 auf 454. Römnitz, das bis dahin 51 Einwohner hatte, wuchs auf 91 Einwohner. An die britische Zone fiel eine Fläche von etwa 2442 Hektar im südöstlichen Bereich des Ratzeburger Sees mit Hohenleuchte, Mechow, Römnitz, Wietingsbeck und Ziethen.
An Mecklenburg fiel mit dem Gebiet um Groß Thurow, Klein Thurow und Dechow eine Gesamtfläche von 1460,89 Hektar, davon waren 119,65 Hektar Wald und 41,42 Hektar Wasserfläche. Das Gebiet östlich des Schaalsees um Lassahn, Bernstorf, Hakendorf, Stintenburg, Stintenburg-Hütte und Techin war 3419,81 Hektar groß mit 405,88 Hektar Wald und 773,59 Hektar Wasserfläche, die im Wesentlichen den östlichen Teil des Schaalsees umfasste.

## Weitere Austauschabkommen
Am 17. September 1945 wurde das Wanfrieder Abkommen über den Gebietsaustausch zwischen US-amerikanischer und sowjetischer Besatzungszone geschlossen. Ein anderes Abkommen der Besatzungsmächte im Jahre 1945 betrifft den britischen Sektor von Berlin und die umgebende sowjetische Besatzungszone, es führte zum Austausch von Teilen Staakens gegen Groß-Glienicke und Engelsfelde.
Des Weiteren wurden 1945 im Harz Gebiete getauscht. Der größere Teil des Kreises Blankenburg, eigentlich zur britischen Zone gehörig, wurde im Sommer 1945 gegen das Gebiet der Stadt Bad Sachsa inklusive der Ortschaft Tettenborn getauscht. Bad Sachsa kam dadurch in die Britische Zone und Stadt und Kreis Blankenburg in die Sowjetische Zone.